# Berthe Morisot
Berthe Marie Pauline Morisot (født 14. januar 1841 i Bourges, død 2. marts 1895 i Paris) var en fransk maler som var med til at grundlægge Impressionismen.
Morisot studerede ved École des Beaux-Arts i Paris og senere hos Camille Corot. Hun deltog i syv af de otte impressionistudstillinger, og hendes følsomme impressionistiske formsprog påvirkede i 1870'erne hendes svoger Édouard Manet. Maleriet Vuggen (1872) blev præsenteret på den første impressionistudstilling (1874).
Berthe Morisot var især dygtig til at skildre kvindens livsverden i sine malerier. Hun skildrede overklassens kvinder med en stor følsomhed og intimitet, fordi hun kunne komme helt tæt på dem, når hun malede dem i deres egne hjem. 
Derudover fik hun ros for din særlige farveteknik. Teknikken adskilte sig meget fra den traditionelle måde at male på. Hun startede med at tilføre en masse farve til lærredet, for derefter at bearbejde malingen med pensler i forskellige størrelser. De penselstrøg, hun påførte maleriet var meget forskelligartede og kunne gå i meget forskellige retninger. Dette gjorde hun for bedst muligt at indfange naturens eget flakkende sollys. 
I 1895 døde Berthe Morisot af en lungebetændelse. Hun opnåede aldrig i sin levetid at få den anerkendelse, som hun fortjente. Pga. sit køn og for tidlige død, glemmes hun og hendes kunst. Indtil midten af forrige århundrede, hvor verden og museerne igen får øjnene op for Berthe Morisots særlige kunstneriske talent.
I Danmark er hun blandt andet præsenteret på Ordrupgaard.

## Billedgalleri
- Le berceau; Vuggen (1872). Musée d'Orsay, Paris.
- Jour d'été; En sommerdag (1879). National Gallery, London.
- Roses Trémières; Have-Stokrose (1880). Musée Marmottan Monet, Paris.